# Schloss Mailberg
Schloss Mailberg liegt auf einer Anhöhe am südlichen Rand des historischen Zentrums des Weinbauortes Mailberg, nordöstlich von Hollabrunn im Weinviertel in Niederösterreich.
Burg und Schloss Mailberg waren Orte zweier wichtiger historischer Begebnisse. Am 2. Mai 1082 verlor hier der Babenberger Leopold II. eine entscheidende Schlacht gegen den kaisertreuen Böhmenfürsten Vratislav II. Im Jahr 1451 vereinigten sich im Schloss die Landstände von Ober- und Niederösterreich, die mit dem Kaiser Friedrich III. wegen Freigabe des unter seiner Vormundschaft stehenden Thronerben Ladislaus Postumus in Streit lagen, und schlossen den Mailberger Bund. 250 Siegel bestätigten dieses Bündnis, um dem rechtsmäßigen Thronerben zu seinem Recht zu verhelfen.
Die bauliche Grundsubstanz des Schlosses geht auf eine Ordensburg des Johanniter-Ordens zurück, die wahrscheinlich zur Zeit des Zweiten Kreuzzuges (1147–1149) entstand und auf einer Schenkung Chadolts von Zogelsdorf beruht. Ab dem 13. Jahrhundert diente das Schloss als religiöses, wirtschaftliches, militärisches und hospitalisches Zentrum der vom Orden zur Kommende Mailberg zusammengefassten Besitzungen, welche heute die weltweit älteste in Ordensbesitz stehende Kommende des (wie der katholische Zweig des Ordens heute heißt) Souveränen Malteser Ritter-Ordens bilden.
Das heutige Erscheinungsbild der vormaligen Kommende und der Pfarrkirche des hl. Johannes dem Täufer geht auf Um- und Ausbauten zurück, die von der Gotik über die Renaissance und vor allem den Barock hin zu kleineren Veränderungen des 19. und 20. Jahrhunderts reichen.
Der land- und forstwirtschaftliche Betrieb der Kommende Mailberg umfasst heute 440 ha Wald, 250 ha Landwirtschaft und 48 ha Weinriede. Das Schloss beherbergt neben der Pfarrkirche Mailberg gegenwärtig ein Schlosshotel, ein Restaurant sowie die Vinothek des „Schlossweingutes Malteser Ritterorden“ und der Qualitäts-Winzergemeinschaft „Mailberg Valley“.

## Geschichte des Schlosses

### Vorgeschichte

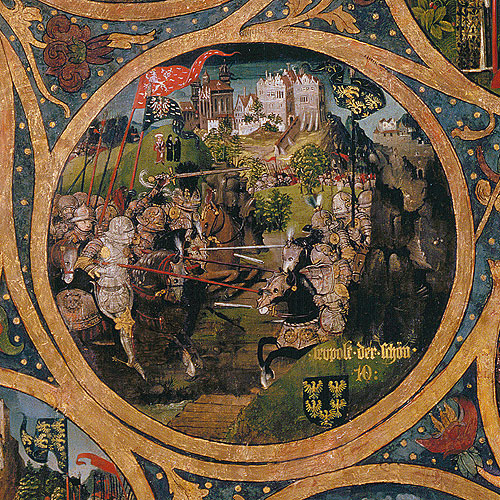
Die Schlacht bei Mailberg (1082) (Babenberger-Stammbaum, um 1490, Stift Klosterneuburg)

Im 11. Jahrhundert gehörte das Gebiet um Mailberg (Mauriberg, Mouriberch) Haderich, einem Sohn des Vogtes des Bischofs von Regensburg und seinen Nachkommen. Um 1135 kam das Gebiet in den Besitz des Geschlechts der Kadolte (auch Chadolte), die im 12. Jahrhundert in Pulkau, Harras, Mailberg, Göllersdorf, Stronsdorf, Zogelsdorf und Seefeld nachgewiesen sind und an die im nördlichen Weinviertel noch einige Orts- und Flurnamen erinnern. Sie gründen vermutlich auch die Siedlung am Fuße des namensgebenden Berges. Chadolt von Zogelsdorf schloss sich 1147 unter Markgraf Heinrich II. Jasomirgott dem Zweiten Kreuzzug an und stiftete bereits 1146 einen Teil seiner Besitzungen den 1099 gegründeten Johannitern. Nach dessen Tod beanspruchte sein Neffe Chadolt von Harras die Schenkung. Heinrich II. schlichtete am 15. August 1156 den Streit und gegen die Überlassung zweier Weingärten in Grinzing und bäuerlicher Untertanen (Grundholde) sollten die Johanniter Mailberg behalten können. Die Abmachung ist im sogenannten Heinricianum festgehalten.
Vermutlich schon zur Zeit der Schenkung, die in die Amtszeit des Ordens-Großmeisters Frá Raymond du Puy fällt, begann der Johanniter-Orden auf einer kleinen Anhöhe südlich des Ortes ein befestigtes Kloster mit Hospital und Kirche zu errichten. Die Anwesenheit des Ordens kann aber urkundlich frühestens mit der Bestätigung des Besitzes durch Kaiser Friedrich I. Barbarossa vom 17. September 1156 belegt werden.

### Kommende Mailberg

#### 12./13. Jahrhundert
Noch im 12. und vor allem im 13. Jahrhundert erfolgten erhebliche Schenkungen an den Orden. Diese, meist kleinen und verstreut liegenden Besitzungen und weltlichen Gerechtsame (Dorfherrschaft, Patronats- und Zehentrechte, Wildbann und Fischrechte), wurden im Zuge der Entwicklung von verschiedenen Verwaltungsebenen des Johanniter-Ordens zu einer Kommende gefasst. Der klassische Aufbau einer Kommende ergab sich aus den Prinzipien des Ordens: Religio, Hospitalitas, Militia und Caritas. Ein solcher Ordenssitz hatte demnach den Funktionen als Wehrgebäude, Wirtschaftshof, Kirche und Pilgerhospital zu dienen.
An der Straßenkreuzung der Wege von der Donau nach Böhmen und ins Waldviertel gelegen, befand sich Mailberg – charakteristisch für viele Kommenden – an einem wichtigen Pilger- und Handelsweg, aber auch in militärstrategischer Position zum stets gefährdeten Grenzgebiet.
Für gewöhnlich überwogen in den Kommenden der habsburgischen Erblande die Priesterbrüder die Zahl der Ritterbrüder, da erstere auch die zahlreichen inkorporierten Ordenspfarren zu betreuen hatten. Mailberg dürfte ursprünglich eine der wenigen Ritterkommenden des Großpriorats Böhmen gewesen sein. Komture, die Ritterbrüder waren, entweder den Titel „Meister“ oder „Kommendator“ führten und die militärische und wirtschaftliche Führung innehatten, sind ab dem 13. Jahrhundert als „magister fratrum in mourberch“ überliefert. Darunter sind die Namen Ludwig und Friedrich (1232), Wolfger (1244), Konrad (1263) und Leupold von Stillfried (1292) überliefert. Geistliche Brüder des „Ordinis Hospitalis sancti Johannis dictus de Meurenberge“ die dem Kloster vorstanden, trugen den Titel „Prior“.
Aus der Zeit Leupold von Stillfrieds ist ein Siegel der Kommende Mailberg überliefert, welches das abgeschlagene, bärtige und nimbierte Haupt Johannes des Täufers auf einer Fußschale ruhend zeigt.

#### 14./15. Jahrhundert

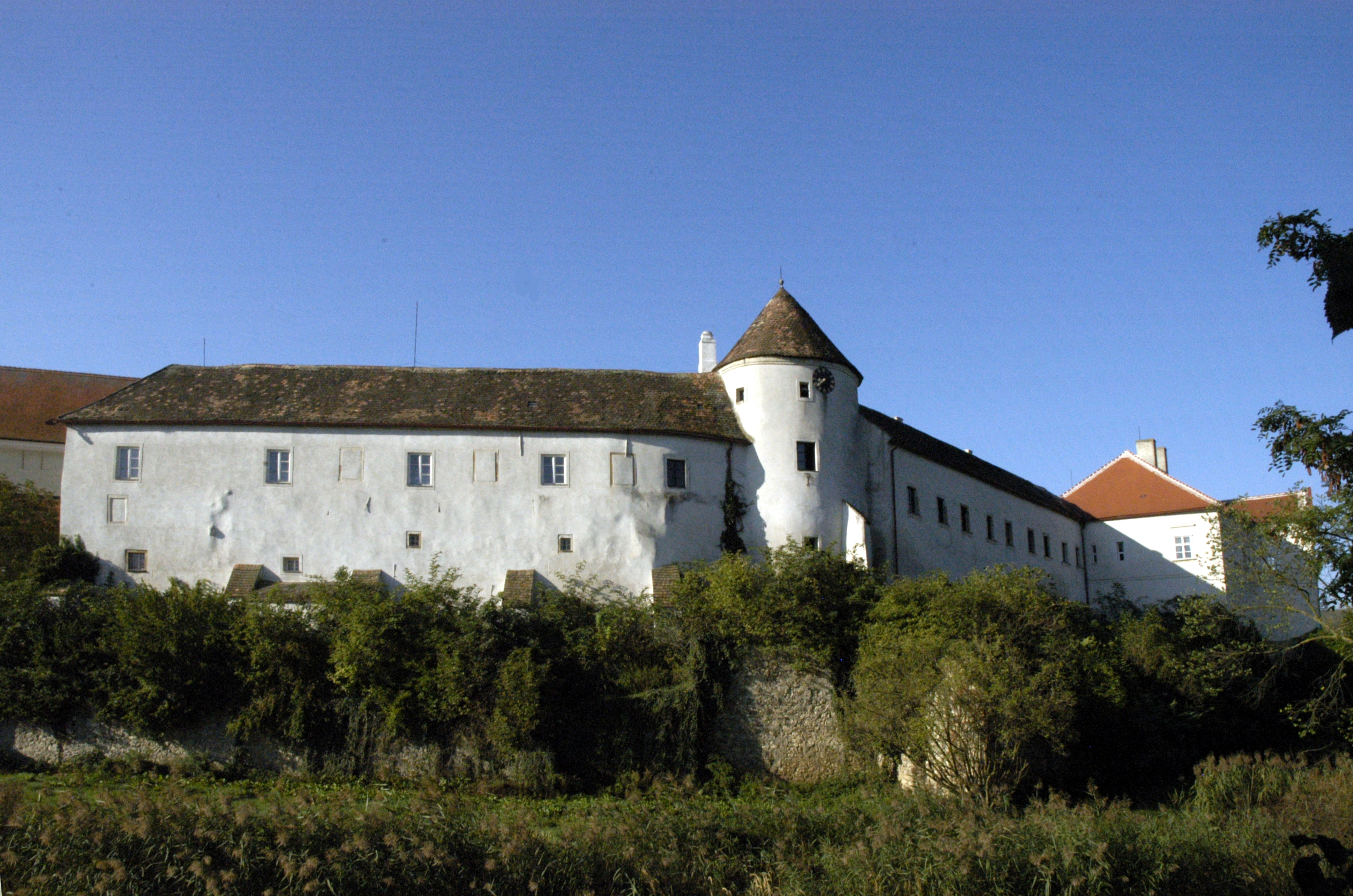
Schloss Mailberg Nordosttrakt

Die erste Hälfte des 14. Jahrhunderts war politisch von Auseinandersetzung zwischen Habsburgern und Wittelsbachern geprägt. 1331 fielen böhmische Truppen im Weinviertel ein und verwüsteten das Land. Johann von Böhmen fiel 1336 erneut mit 20.000 Fußsoldaten und 2.000 Reitern ins Pulkautal ein und besetzte Mailberg. Unter den Komturen Otto und Bernhard Lembucher (1392–1420), fielen die Herren von Lipa und Neuhaus 1399 und der Söldnerführer Johann Sokol von Lamberg 1402 ein, der die Ordensburg kurzfristig besetzte.
Dem „Magister“ zu Mailberg waren in der ersten Hälfte des 14. Jahrhunderts mehrere Kommenden als „membra“ unterstellt, darunter Wien, Unterlaa, Ebenfurth und Stroheim bei Eferding sowie solche in Mähren. Nach der Militarisierung des Ordens im 12. und 13. Jahrhundert setzt sich mit dem 14. die Klerikalisierung der europäischen Ordensniederlassungen durch.
In den Hussitenkriegen wurde die Kommende neuerlich schwer in Mitleidenschaft gezogen. 1426 fielen den kriegerischen Auseinandersetzungen der Ort, die Kunigundenkirche und das Hospital zum Opfer, wobei das Hauptgebäude und die Kirche allerdings weitgehend unbeschadet geblieben sein dürften. Komtur Wilhelm Dechsner (ca. 1440–1462) und sein Konvent klagten noch 1445 über die wirtschaftlichen Folgen. Er verfügte dennoch über die Mittel, den „Mailberger Hof“ in der Wiener Johannesgasse zu erwerben. Die Kommende Mailberg war bedeutend genug, um jene Versammlung zu beherbergen, die am 14. Oktober 1451 im Mailberger Bund gipfelte und zu deren Unterzeichnern auch Komtur Dechsner zählte, was verdeutlicht, dass die Mailberger Komture in der Ständeversammlung bei den Äbten und Prälaten eingereiht waren. 1452 wird der Komtur vor die Ordensregierung in Rhodos zitiert, da dieser infolge der Hussitenkriege die Responsionszahlungen eingestellt hatte. Als Ersatz versprach er, 6000 Mann mit 1200 Pferden für den Krieg gegen die Türken auszurüsten.
In der 2. Hälfte des 15. Jahrhunderts war der einstige böhmische Söldnerführer Achaz Bohunko Komtur in Mailberg. Bohunko hatte sich in der Auseinandersetzung Kaiser Friedrichs III. mit den Landständen und der Stadt Wien auf dessen Seite geschlagen. Als der Kaiser die Mailberger Kommende dem von ihm 1469 gegründeten St. Georgs-Orden zu übereignen drohte, konnten die Johanniter dies wohl nicht zuletzt auch durch den Einfluss Bohunkos verhindern.
1477 fiel Matthias Corvinus mit seinen Truppen im nördlichen Niederösterreich ein und besetzte „die Burg Martperg“, wie der Konvent nun genannt wurde. Bohunko starb 1479 und ein Nachfolgezwist entbrannte. 1482 forderte sogar Papst Sixtus IV. Corvinus auf, Mailberg dem von den Johannitern ernannten Komtur Johannes Florset zurückzugeben. Corvinus hatte den Ordenssitz aber von Kaiser Friedrich III. erlangt, der „Schloß und Herrschaft Marperg“ wiederum für 7000 Gulden an die Brüder Andreas, Ulrich und Wolfram von Grafenegg verpfändet hatte. Erst 1494 versprach Jan von Schellenberg (Jan ze Šelmberka), der oberste Kanzler von Böhmen, das Schloss Mailberg dem Johanniterordensritter Andreas von Grafenegg oder dessen Hauptmann Nikolaus Pflug für 800 Gulden zurückzugeben. Diese Zeit markiert auch den allgemeinen politischen Niedergang der europäischen Johanniterniederlassungen, dem der Ordensstaat auf Rhodos nichts entgegenzusetzen hatte.

#### 16. Jahrhundert
Der Streit um die Kommende wurde 1504 vom römisch-deutschen König Maximilian I. beigelegt, endgültig kam Mailberg aber erst ab 22. Oktober 1517 wieder an den Orden.
Mit dem Niedergang der Kirche im 15. Jahrhundert und der nachfolgenden Reformationszeit setzt die Laisierung des Ordens ein. Ab dem Ende des 15. Jahrhunderts kommt es dazu wiederholt zu kleineren Osmaneneinfällen und Scharmützeln in allen östlichen Grenzgebieten des Habsburgerreiches.
Als Komture sind in den ersten Jahrzehnten des Jahrhunderts Hugko Popel (Hugo Paul) von Lobkowitz (1517), dessen Grabplatte in der Schlosskirche erhalten ist, und Johann Kaltderer (1521) überliefert. Schloss und „Priesterhaus“ verfallen zusehends. Auch Ordensbrüder dürften kaum noch im Konvent gewesen sein, worunter der Bauzustand des Schlosses insgesamt litt. Auf Johann Kalterer folgt 1533 Frá Reinprecht von Ebersdorf, der 1529 bei der Ersten Türkenbelagerung Wiens zwei Truppenkontingente kommandierte. Auch dessen Grabplatte ist in der Schlosskirche erhalten geblieben.
Es folgen 1555 Ludwig Freiherr von Pollweiller und 1557 Christoph Sigmund Römer zu Maretsch als Komture in Mailberg. Baulich und spirituell lieferte eine Visitation des Ordensoberen im Jahr 1561 eine ernüchternde Bestandsaufnahme: Die Kirche drohte einzustürzen, die Seitenmauern wiesen bereits Mauereinbrüche auf, „so daß die Vögel hinein und heraus flogen“ und die Pfarre war verwaist. Das Ordenshaus war ebenso baufällig. Die gesamte Anlage war noch nach mittelalterlicher Art mit starken Türmen und Vorwerken versehen und damit militärtechnisch unzeitgemäß und überholt. Weder Regmer noch seine Nachfolger Johann von Thettschau (1576) und Ludwig Colloredo (1579) hatten als Komture Willen oder Mittel, dem Verfall Einhalt zu gebieten.

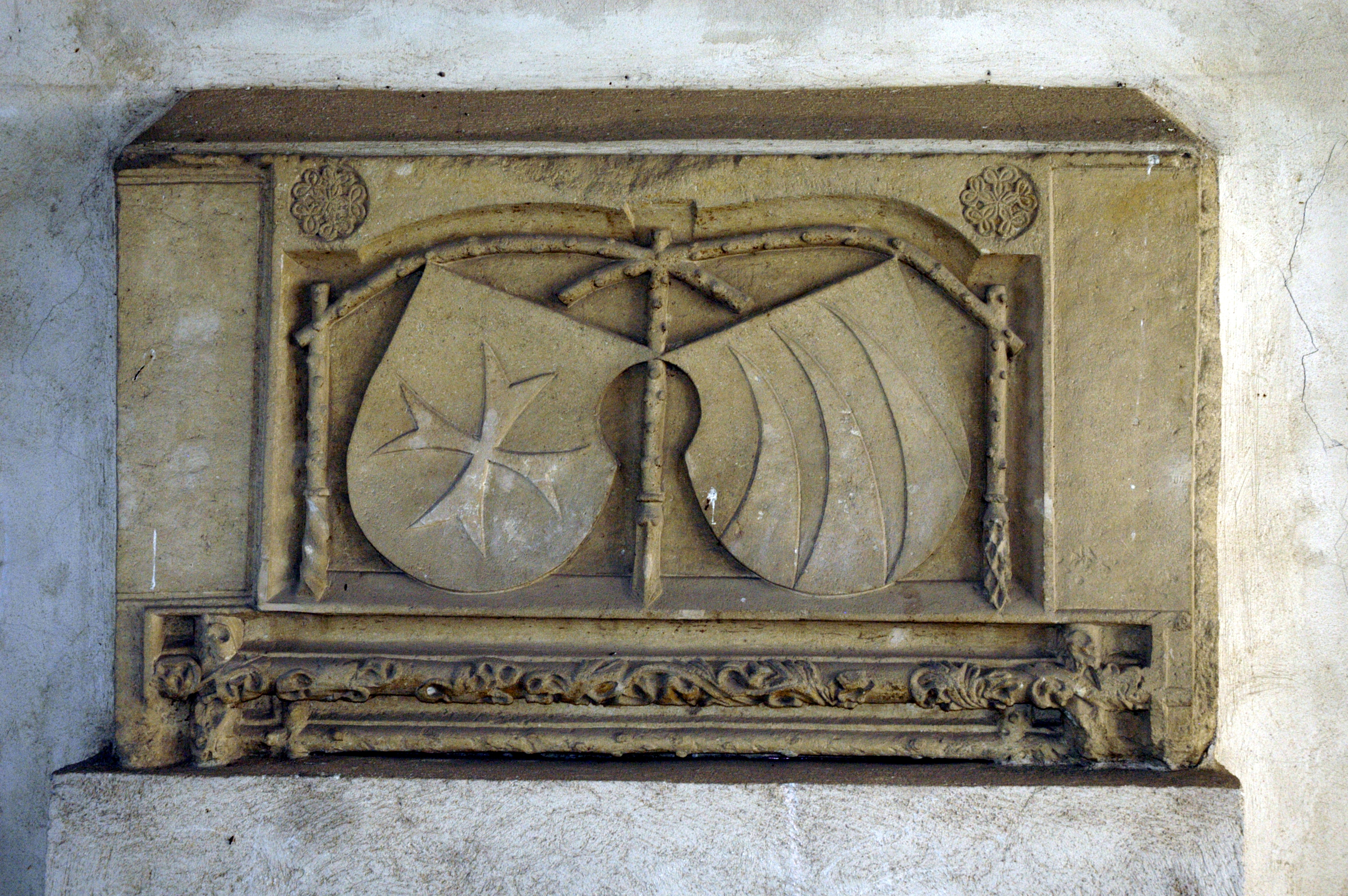
Allianzwappen Karl Tettauers an der Tordurchfahrt

Das klägliche Bild des Ordenssitzes spiegelt sich zur Zeit der Gegenreformation auch in den Ortschaften der Kommende wider. So wurden im Bereitungsbuch einer obrigkeitlichen Erhebung aus dem Jahr 1590 in Mailberg 76 Häuser gezählt, von denen aber 60 ausgebrannt waren.
Erst Komtur Karl Tettauer von Tettau nimmt sich ab 1594 der Generalsanierung des Ordenssitzes an. Bis auf die Vorwerke lässt er den Bau kurzerhand bis auf die Grundmauern abtragen und beginnt, das Anwesen im Stil eines Schlosses der späten Renaissance zu restaurieren. An Tettauer von Tettau erinnern auf Schloss Mailberg zwei Wappensteine an der Tordurchfahrt und der Außenwand der Schlosskirche. Die Allianzwappen kombinieren das Tettauer’sche Wappen und das Malteserwappen im Stile der Spätgotik und Renaissance.

#### 17. Jahrhundert

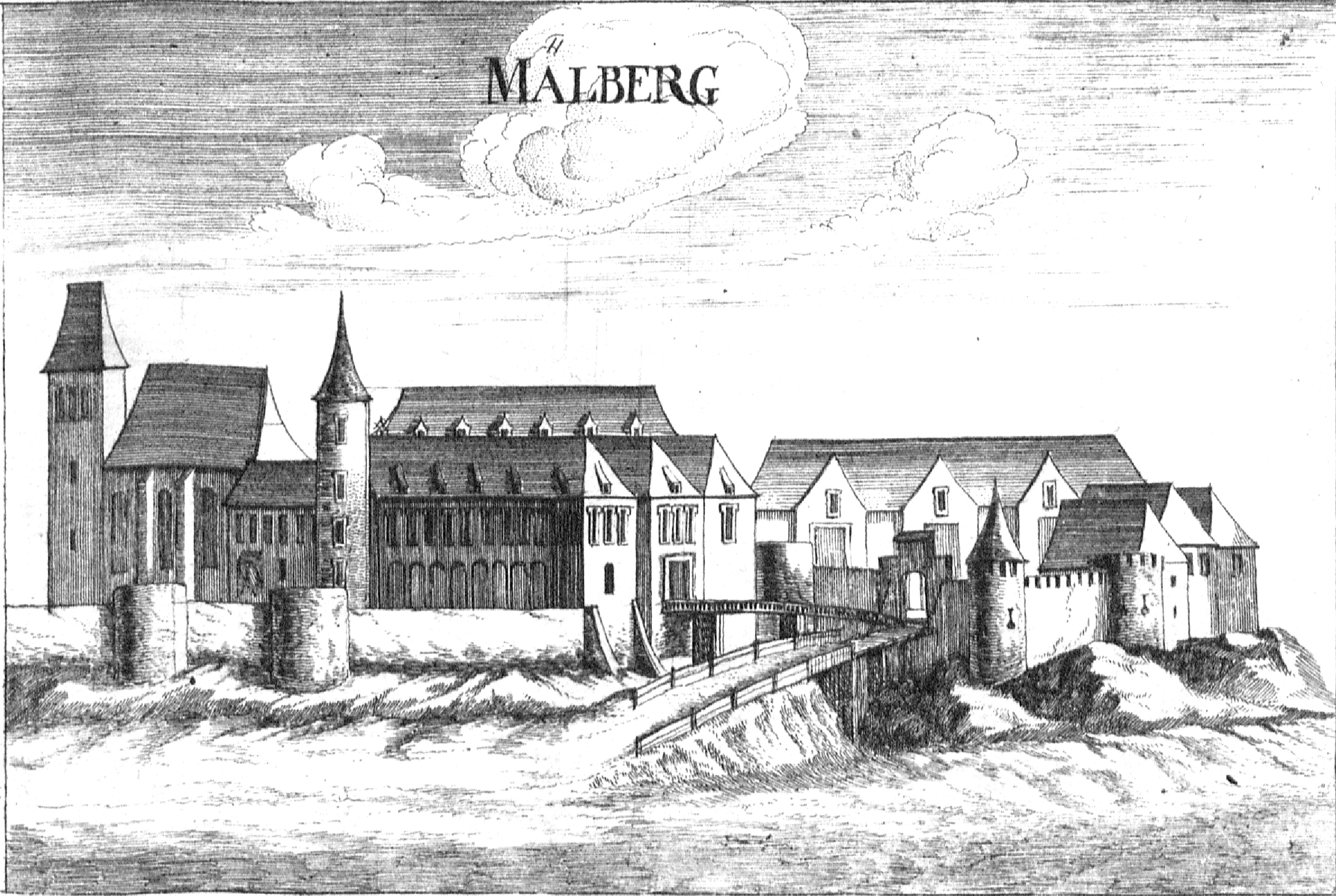
Kommende Mailberg, Kupferstich, Georg Matthäus Vischer, 1672

Es oblag Karl Tettauer von Tettaus Nachfolger Graf von Sternberg, ab 1609 den „unvollendeten und unsymmetrischen“ Bau fortsetzen. Dieser tat es jedoch nur „überm Daum mit einigen tausend Gulden“, um die Räume in ihren Basisfunktionen zu erschließen. Sternberg zeichnete auf Weisung des Großpriors Heinrich von Logau auch für die Wiedererrichtung der Schlosskirche und der Handelsinfrastruktur der Gemeinde Mailberg verantwortlich.
1618 nimmt in Böhmen der Dreißigjährige Krieg seinen Ausgang. Wahrscheinlich wurde auch Mailberg schon damals in Mitleidenschaft gezogen. Der Handel kommt nahezu zum Erliegen, wie aus der Korrespondenz Komturs Karl Mosch von Moritz (ab 1627) mit Kaiser Ferdinand II. hervorgeht. Ob als Folge des Krieges oder Misswirtschaft muss ungeklärt bleiben, jedenfalls kann die Kommende ab 1637 keine Landesabgaben mehr abführen und war 1644 bereits hoch verschuldet.
Direkt war die Kommende im Jahr 1645 durch den Einfall der schwedischen Truppen unter General Lennart Torstenson betroffen, was durch Plünderungen und Verwüstungen vor allem für den Weinbau katastrophale Folgen zeitigte.
Aufgrund der Zahlungsunfähigkeit unter Komtur Joseph Graf von Rabatta wird die Herrschaft Mailberg am 30. April 1650 gepfändet und gegen eine jährliche Summe von 2.500 Gulden an Wenzel Freiherrn von Hegenmüller verpachtet.
Ab 1658 fungierte Frá Leopold Karl von Kollonitsch als Komtur. Er beglich die aufgelaufenen Schulden, verglich sich 1661 mit den niederösterreichischen Landständen und sicherte die Kommende vor etwaigen Nachforderungen per „Schadlosbrief“.

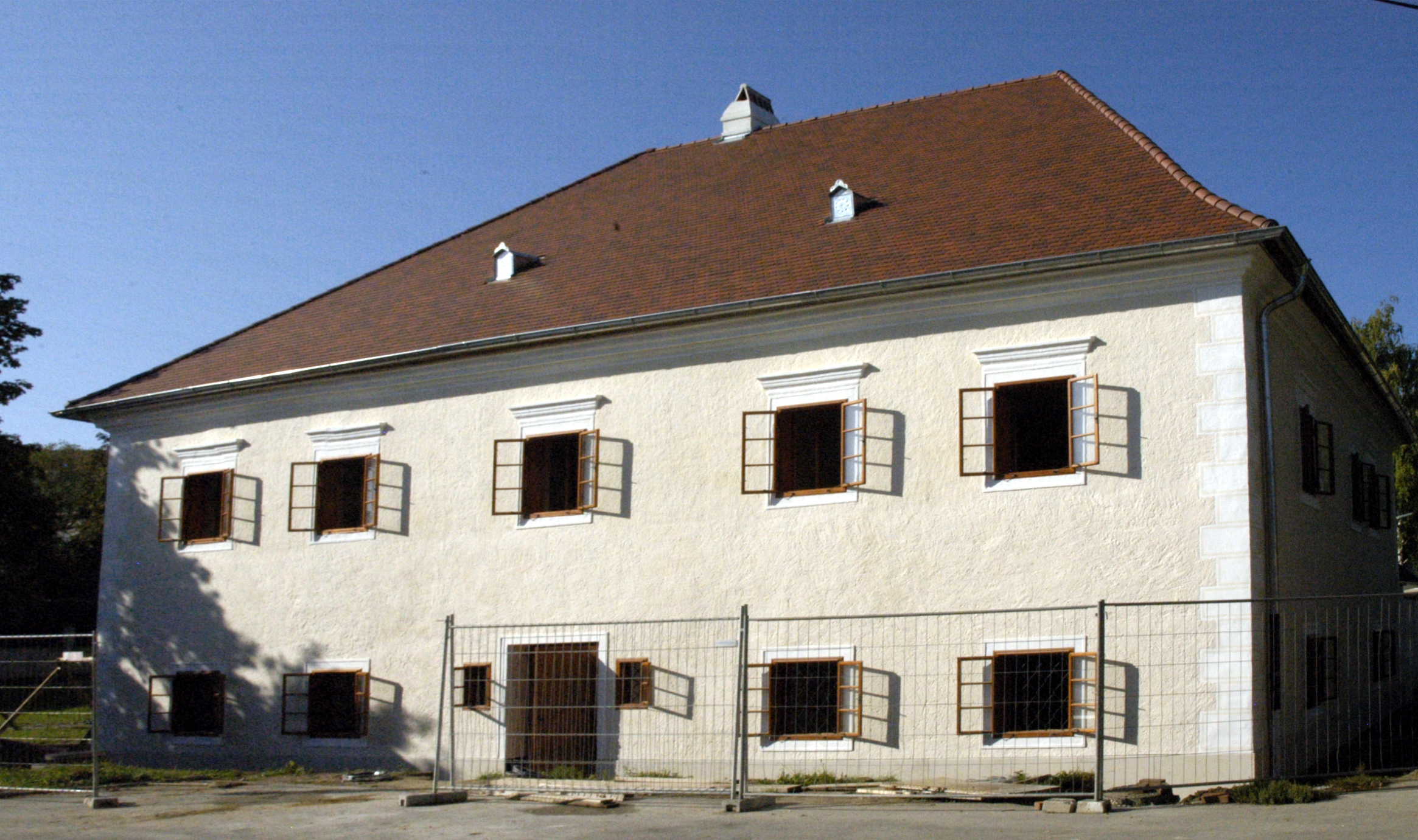
Mailberg Pfarrhof

Um 1660 ist schließlich das von Tettauer begonnene Ensemble weitgehend fertiggestellt. Kollonitsch lässt einen eigenen Pfarrhof am Fuße des Schlosshügels erbauen und leitet die Barockisierung des Schlosses und der Kirche an. An der Decke des Empfangszimmers im 1. Stock des Pfarrhofes ist das Wappen von Kollonitsch mit dem Bischofshut über dem Malteserkreuz angebracht. Der damalige Gesamteindruck der Kommende ist durch den bekannten Stich von Georg Matthäus Vischer aus dem Jahr 1672 überliefert.
Frá Leopold Karl von Kollonitsch ist durch sein Engagement bei der Zweiten Wiener Türkenbelagerung von 1683 bekannt. Er sorgte für die Besoldung der Truppen, richtete in Klöstern Notspitäler ein, evakuierte Kinder aus der belagerten Stadt und brachte sie auf Schloss Mailberg unter. Kollonitschs Grabplatte ist in der Schlosskirche Mailberg erhalten.

#### 18. Jahrhundert

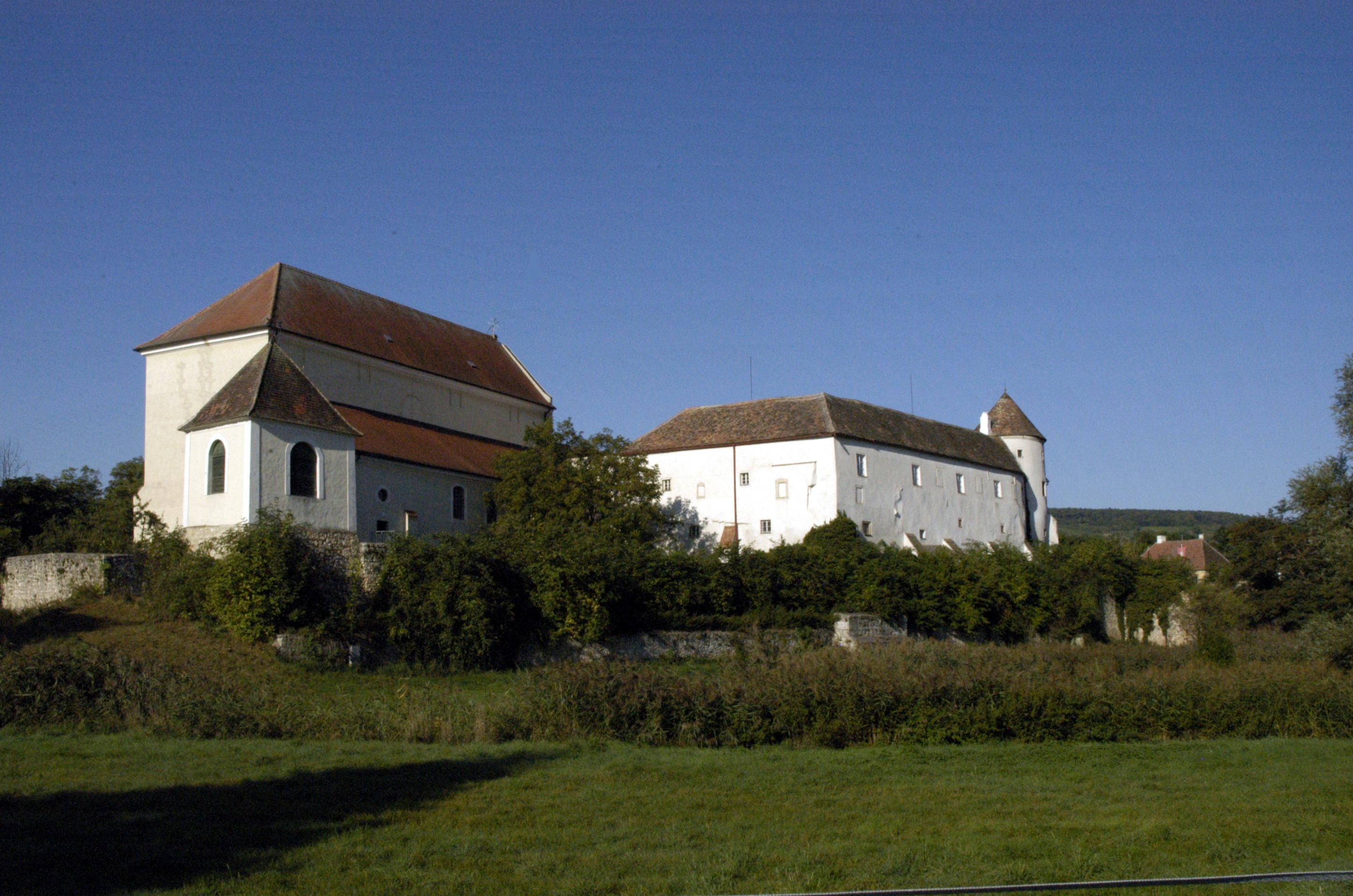
Schlosskirche mit Glockenturm und angrenzendem Nordosttrakt

Das 18. Jahrhundert ist noch von der politischen Ordnung des Absolutismus und Merkantilismus gekennzeichnet. In der ersten Hälfte des Jahrhunderts tobt der Spanische Erbfolgekrieg im Westen und der Venezianisch-Österreichische Türkenkrieg im Südosten des Habsburgerreiches.
Gemeinde und Kommende Mailberg scheinen zu dieser Zeit dennoch, wenn auch bescheiden, prosperiert zu haben. Aus dem Jahr 1711 ist eine Zeichnung des topographischen Ensembles aus der Feder eines Handwerksburschen erhalten geblieben.
1745 wurde Anton von Colloredo-Waldsee Komtur, der es bis zum Großmeister des Ordens und zum Generalfeldmarschall unter Kaiserin Maria Theresia brachte. Er veranlasste ab 1752 den Um- und Ausbau des seinerzeit unvollendeten und neuerlich herabgekommenen Schlosses. Auf Colloredo geht die weitgehende Barockisierung des Schlosses, der Schlosskirche, der Innenräume und des Schlossparks zurück.
Einen guten Einblick in die zeitgenössischen Verhältnisse der Kommende gibt das aus dem Jahr 1782 erhaltene herrschaftliche Grundbuch, das im Auftrag Colloredos von Leopold Goldschmied verfasst wurde. Es dokumentiert die seit dem Mittelalter nahezu unveränderten Feudalrechte der „Hochritterlichen commenda und Herrschaft Mailberg“ über den Markt und seine Bewohner. 1788 äscherte ein Großbrand fast den ganzen Markt und das Schloss ein, was jahrelange Wiederaufbauarbeiten nach sich zog.

#### 19. Jahrhundert
1798 besetzte Napoleon Bonaparte die Insel Malta und entzog dem Malteser-Ritter-Orden mit einem Schlag die territoriale Basis. Das Gedankengut der Aufklärung und die Ideen der Französischen Revolution verursachten europaweit eine tiefe Zäsur im Ordensgefüge, der bis zur Mitte des Jahrhunderts einen Großteil seiner Ordensbesitzungen in Europa und rund 90 Prozent seiner Mitglieder verlor. Der Malteser-Ritter-Orden und sein wichtigstes Großpriorat, das von Böhmen und Österreich, initiieren innere Reformen, die die religiöse und hospitalitäre Basis wieder stärken sollen. In Besinnung auf die Frühzeit des Ordens tritt wieder der Ordensbruder in den Vordergrund, der sich ohne Ansehung von Herkunft, Rasse und Religion dem Dienst an Kranken, Schwachen und Hilfsbedürftigen widmet.
Die Zeit der napoleonischen Kriege berührte auch Mailberg. Es blieb aber Nebenschauplatz der Geschehnisse. Im Spätherbst 1805, vor der Dreikaiserschlacht bei Austerlitz, ziehen französische Truppen durch Mailberg. 1809, nach der Schlacht am Wagram, bleiben Ortschaft und Schloss ebenso verschont. Von den folgenden Einquartierungen blieb Mailberg zunächst frei, bis der Schlossverwalter einen in Harras stationierten Offizier der Franzosen zum Essen ins Schloss einlud, der daraufhin beschloss „im hiesigen Schlosse Quartier zu nehmen und 6 Mann Kürassiere in den Ort zu legen (…) und in Kürze hatte der Markt 40 Mann samt den Pferden durch ganze neun Wochen zu erhalten.“
1827 wurde noch ein neuer in Eggenburg gefertigter Pranger als Zeichen der herrschaftlichen Gerichtsbarkeit auf dem Mailberger Marktplatz aufgestellt. In der Bevölkerung wurde jedoch der Ruf nach Erleichterung, ja Abschaffung der Grundherrschaft laut, die in den folgenden Jahren mit dem Malteser Ritterorden um die Ablöse von Robot und Zehent durch einen jährlichen Geldbetrag verhandelte. Das Revolutionsjahr 1848 brachte durch die Bauernbefreiung die entscheidende Wende. Die Kommenden waren von da an auf ihre Komtureien, den Waldbesitz und den eigenbewirtschafteten Grund reduziert. 1849 verweigerten die Mailberger, auch aufgrund vom Missernten, der Kommende alle Abgaben.
1844 war Friedrich Graf Schönborn von Buchheim dem 1840 verstorbenen Komtur Franz Graf von Harras und Kapliz zu Mitschau gefolgt. Er blieb bis zu seinem Tod 1874 in dieser Stellung und kümmerte sich während seiner Amtszeit tatkräftig um die Entwicklung der Gemeinde. Graf Schönborn ließ die nach dem Brand von 1788 unter Colloredo angeschaffte Silberbauer Orgel 1851 durch einen Horner Orgelbauer umfassend renovieren. Im Jahr darauf wurde die Kirche neu geweißt, das Altarbild renoviert, der Aufgang zum Chor vom Schlosshof aus errichtet und eine Weihnachtskrippe angekauft.
Nach der Schlacht bei Königgrätz in Böhmen marschierten am 13. Juli 1866 zunächst kaiserliche Dragoner durch Mailberg. Von 23. Juli bis 31. August lagerten Preußische Truppen im „Zipf links auf dem herrschaftlichen Grund, der an die Keller und Weingärten stößt.“ Auf Graf Schönborn folgte Adolf Graf Podstazky-Lichtenstein, diesem 1890 Freiherr Johann von Vernier-Rougemont als Komtur Mailbergs.

#### 20. Jahrhundert
1907 zog mit Graf Rudolf von Khevenhüller-Metsch, ehemaliger Botschafter Österreich-Ungarns in Frankreich und Mitglied des Herrenhauses in Wien, ein neuer Komtur ins Schloss ein. Er wurde aber bereits 1912 von Baron Freiherr Karl von Walterskirchen abgelöst.
Während des Ersten Weltkrieges war auf Schloss Mailberg ein Rekonvaleszentenheim des Souveränen-Malteser-Ritter Ordens mit acht Betten für Offiziere untergebracht. Das Genesungsheim unter der Leitung Komtur Walterskirchens wurde aus organisatorischen Gründen jedoch noch vor 1917 geschlossen. Die Zwischenkriegszeit waren für die Kommende Mailberg wie das Großpriorat von Böhmen und Österreich insgesamt von politischer Unruhe, wirtschaftlichen und finanziellen Schwierigkeiten geprägt, da der Orden sich als Betreiber von Sanitätszügen und Feldspitälern im und bis lange nach dem Ersten Weltkrieg finanziell verausgabt hatte.
Bis zur Machtergreifung der Nationalsozialisten 1938 waren Schloss und Güter verpachtet. Der jüdische Inhaber der Herrschaft, der sie in den Dreißigerjahren von den Maltesern gepachtet hatte, und die Besitzer einer Greißlerei, ebenfalls eine jüdische Familie, wurden bald darauf aus Mailberg vertrieben. Der Orden befindet sich in den ersten Jahren der nationalsozialistischen Herrschaft zwischen „Anpassung und Auflösung“. Insbesondere die Besitzungen des Ordens in Österreich und Böhmen, zu denen eben auch die Kommende Mailberg mit 676 Hektar Land- und Forstwirtschaft und Weingut zählte, bilden den Kern der Auseinandersetzungen. Die Besitztümer stehen 1938 zunächst unter kommissarischer Verwaltung der SA und von 1939 bis Kriegsende unter treuhändischer Verwaltung.
Am 24. April 1945 ordnete der NS-Ortsgruppenleiter die Evakuierung des Ortes an. Am 7. Mai verließen die örtlichen Funktionäre mit ihren Familien und einiger Begleitung Mailberg. Der von der treuhändischen Verwaltung eingesetzte Pächter Lipinski verließ Mailberg bereits Anfang April. Noch vor dem Einmarsch der Sowjetischen Truppen wurde das Schloss und seine Güter teilweise ausgeplündert. Von ursprünglich 270 Stück Vieh war nur mehr eines vorhanden, ebenso fehlte nahezu der gesamte Fundus Instructus. Nur mehr die Hälfte der 16 ha Weingärten war bestockt, nur ein Viertel der landwirtschaftlichen Anbaufläche genutzt und nahezu die Hälfte der insgesamt 333 ha Ackerfläche verwüstet. Das Inventar des Schlosses war gänzlich zerstört und die Gebäude in schlechtem Zustand. Zwei der sechs flämischen Gobelins, die aus dem Prager Prioratsgebäude vor Bombenangriffen nach Mailberg in Sicherheit gebracht wurden, fehlten.
Nach der Wiederherstellung des Schlosses wurde in einem Teil der Räumlichkeiten eine Frühstückspension sowie ein kleines Museum eingerichtet, das die Geschichte des Souveränen Malteser-Ritter-Ordens zum Thema hatte und seit 1996 geschlossen ist. Der Orden plant eine Wiedereröffnung, im Zuge derer auch das Archiv des Großpriorates von Österreich in Mailberg konzentriert und erschlossen werden soll.

### Heutige Nutzung
Der land- und forstwirtschaftliche Betrieb der Kommende Mailberg umfasst derzeit 440 ha Wald und 250 ha Landwirtschaft, die in Eigenregie bewirtschaftet werden. 48 ha Weinriede werden seit 1969 von der Weinkellerei Lenz Moser bewirtschaftet, die aus dem günstigen Terroir Mailbergs die Qualitätsmarke „Schlossweingut Malteser-Ritter-Orden“ gewinnt und weltweit vertreibt. Die wichtigsten Rebsorten sind Grüner Veltliner (20 ha) und Blauer Zweigelt (9 ha) sowie Chardonnay, Sauvignon Blanc, Cabernet Sauvignon, Merlot und Blauer Burgunder (ges. 19 ha), die auch zu Cuvée Malteser Brut Gutssekt vinifiziert werden.
Die ehemalige Frühstückspension des Schlosses wurde zu einem Schlosshotel mit 21 Doppelzimmern und Suiten gehobener Kategorien ausgebaut. Der Rittersaal und das Kaminzimmer des Schlosses wurden für Hochzeiten, Seminare und Veranstaltungen adaptiert. 2010 wurde mit der Sanierung und dem Ausbau des Pfarrhofes begonnen, der mit weiteren Gästezimmern dem Schlosshotel eingegliedert wird.
In den Gewölben des Schlosskellers befinden sich heute ein Restaurant und eine Vinothek, wo seit 2001 die Weine des Schlossweingutes und der Mailberger Winzergenossenschaft „Mailberg Valley“ angeboten werden.
Seit dem 20. Oktober 2007 dient die generalsanierte Schlosskirche wieder ihrer Bestimmung als Ordens- und Pfarrkirche des Ortes Mailberg.
Die Wiedererrichtung des 1996 geschlossenen Museums der Geschichte des Souveränen Malteser-Ritter-Ordens sowie die Etablierung eines Archivs des Großpriorates von Österreich sind geplante Projekte, „wenngleich die Finanzierung die Eigenmittel der Kommende bei weitem übersteigen, sodass hier nur schrittweise an eine Realisierung gedacht werden kann.“
Das Schloss ist für Besucher im Rahmen von Führungen sowie bei Gottesdiensten in der Schlosskirche zugänglich.

## Architektur

### Baugeschichte

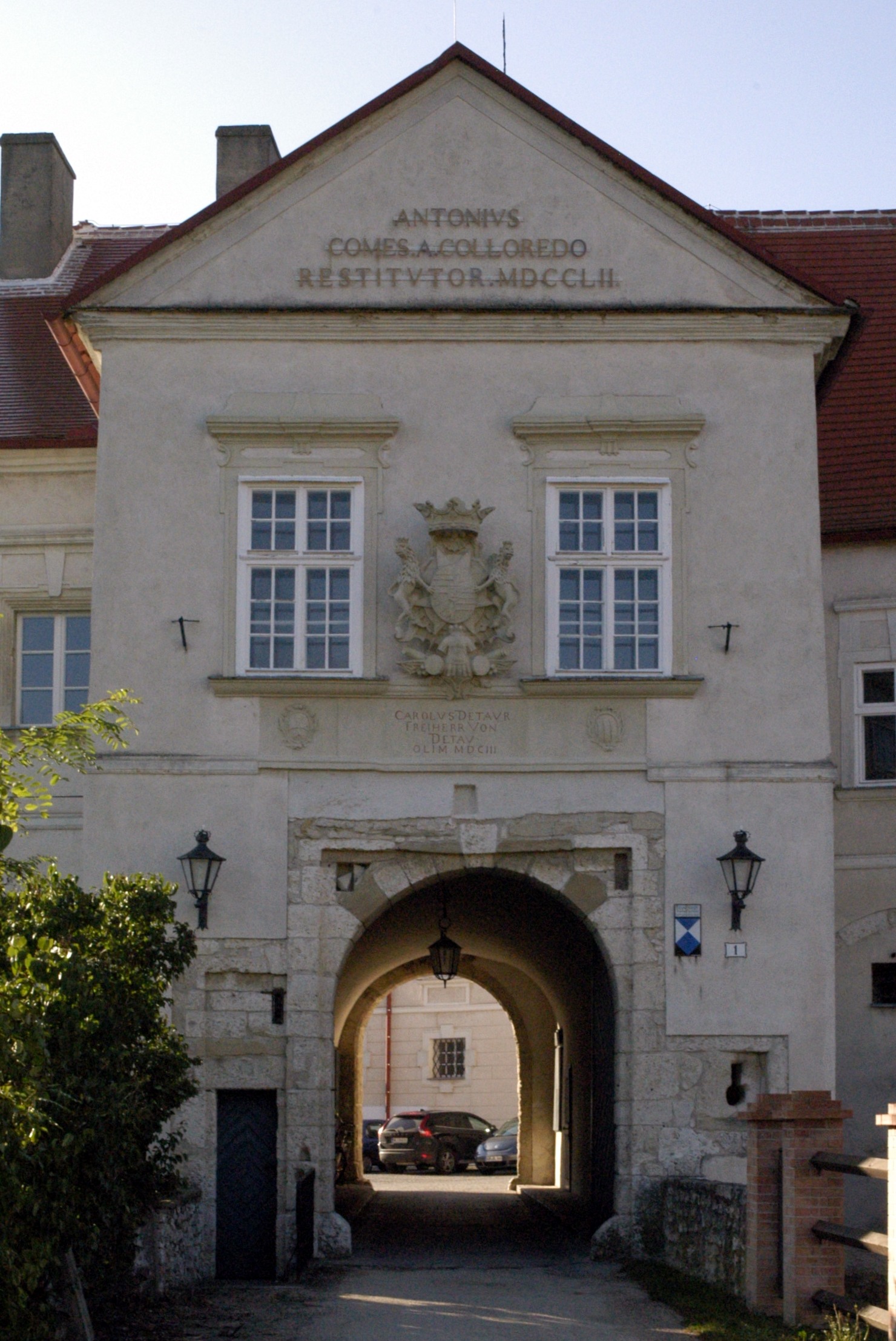
Schloss Mailberg Tortrakt

Die bauliche Grundsubstanz des Schlosses geht auf eine Ordensburg des Johanniter-Ordens aus dem 12. Jahrhundert zurück. Das heutige Erscheinungsbild des Ordensschlosses und der Pfarrkirche zum hl. Johannes dem Täufer geht auf Um- und Ausbauten zurück, die von der Gotik über die Renaissance und vor allem den Barock hin zu kleineren Veränderungen des 19. und 20. Jahrhunderts reichen.
Komtur Karl Tettauer von Tettau lässt den Bau, bis auf die mittelalterlichen Vorwerke aus der 2. Hälfte des 15. Jahrhunderts, ab 1594 größtenteils bis auf die Grundmauern abtragen und im Stil eines Schlosses der späten Renaissance neu errichten.
Von Tettaus Nachfolger, Graf von Sternberg setzt den Bau ab 1609 fort und beginnt die Wiedererrichtung der Schlosskirche.
Ab 1658 fungiert Frá Leopold Karl von Kollonitsch als Komtur, unter dessen Ägide der Bau um 1660 weitgehend fertig gestellt wird. Kollonitsch lässt einen eigenen Pfarrhof am Fuße des Schlosshügels erbauen.
1745 wurde Anton Graf Colloredo Komtur, der ab 1752 den Um- und Ausbau des Schlosses leitet. Auf Colloredo geht die weitgehende Barockisierung des Schlosses, der Schlosskirche, der Innenräume und die Errichtung des Schlossparks zurück.
Seit Mitte des 18. Jahrhunderts besteht das Schloss Mailberg in seiner heutigen Erscheinung, an die älteren Bauphasen erinnern nur mehr die Vortürme, Reste der Befestigungsmauern und der Burggraben, welcher die Wirtschaftsgebäude umschließt.

### Das Schloss

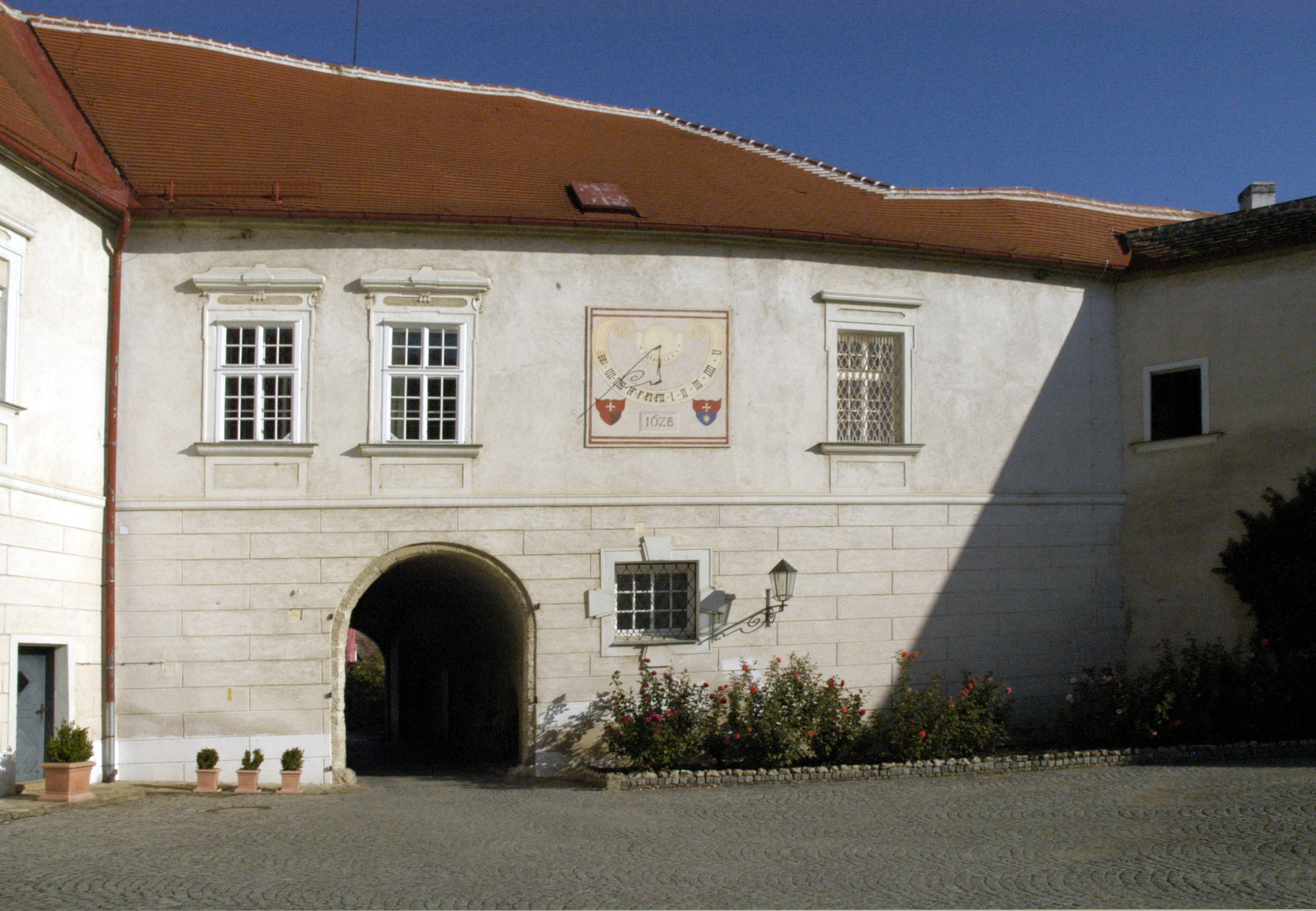
Schloss Mailberg Tortrakt innen

Die zweigeschoßigen Gebäude des Schlosses folgen einem unregelmäßigen, dem Fünfeck angenäherten Grundriss. Sie sind um einen großen Schlosshof und zwei kleine Innenhöfe der nördlichen Trakte gruppiert, die durch einen Wehrgangtrakt der Zeit um 1594 vom Haupthof getrennt sind. Der nordöstliche Trakt, mit stützenden Strebepfeilern und einem mächtigen Rundturm mit Kegeldach gehört zur ältesten Bausubstanz. Der Tortrakt mit tonnengewölbter Vorhalle und gotischen Sitznischen ist trotz jüngerer Veränderungen aus dem 16. Jahrhundert unter Komtur Karl Tettauer von Tettau mittelalterlich. Ebenso blieben im Erdgeschoß des Westtraktes und im Keller des Südtraktes mittelalterliche Gewölbe erhalten, wo sich heute Vinothek und Restaurant des Schlosses befinden. Der Südflügel beherbergte im Ostteil das Pilgerhospiz, das über einen Gang aus dem 18. Jahrhundert mit der Empore der Kirche verbunden war und um 1919 in ein Wirtschaftsgebäude mit Presshaus und Schüttboden umfunktioniert wurde.

#### Schlosspark
Der Barockgarten hinter dem Schloss geht ebenso auf die Bautätigkeit Komtur Colloredos zurück wie der längsoktogonale Gartenpavillon auf der Südseite, der auf den Fundamenten eines spätgotischen Turmvorwerkes errichtet wurde. Ein barocker Gartenpavillon mit Zeltdach nimmt eine exponierte Position im Nordosten des Schlosses ein.

### Schlosskirche
Siehe: Schlosskirche Mailberg

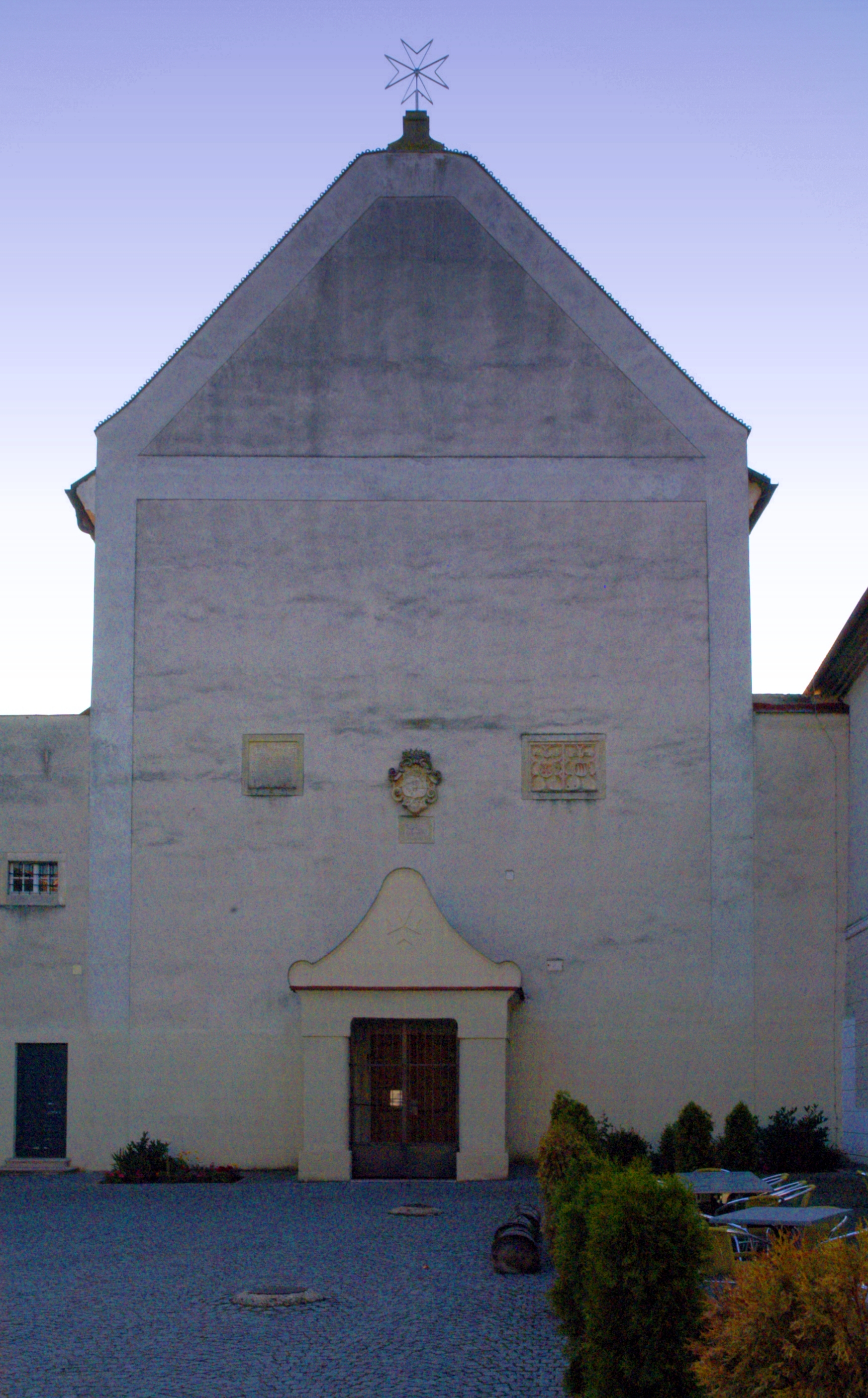
Portal der Schlosskirche Mailberg

Wie die meisten Ordenskirchen ist die Schlosskirche dem hl. Johannes dem Täufer geweiht und stammt aus dem späten 12. Jahrhundert. Die Kirche weist einen außen gerade schließenden Chor auf und tritt an der Ostseite weit über den rechteckigen Grundriss des Schlosses hervor. Als Langhaus entspricht die Schlosskirche dem üblichen Bautypus der Hospitalkirchen der Johanniter. Der mittelalterliche Baukern zeigt romanisches Quadermauerwerk mit Ergänzungen aus gotischem Bruchsteinmauerwerk. An der südlichen Außenwand lassen sich Reste von gotischen Arkaden und Gewölberippen vermutlich aus der Zeit um 1400 ausmachen.
Unter Graf Sternberg, dem Nachfolger Komtur Karl Tettauer von Tettaus, beginnt ab 1609 der Wiederaufbau der desolaten Kirche, der erst um 1660 abgeschlossen scheint. Aus der Amtszeit Anton Theodor von Colloredos stammen die barocken Veränderungen der Kirche von 1752. Die nördlich an der Kirche angebauten gotischen Kapellen wurden zu einem Seitenschiff zusammengefasst.
1761 stiftete Colloredo auch die große Glocke, die in der Werkstatt von Franz Josef Scheichel in der Wiener Leopoldstadt gegossen wurde und die Reliefs von Maria und Josef, dem Hl. Georg und Antonius trägt. 1769 stiftete Colloredos Nachfolger, Komtur Antonius Ernestus Graf von Trautson und zu Falkenstein eine kleine Glocke, die „Speisglocke“, die aber 1861 während des Läutens zersprang.
Colloredo ließ aus nicht dokumentierten Gründen der Kirche keinen Turm anbauen. Der bestehende niedere Turm an der Nordostecke der ursprünglichen Schlossmauer entstand 1795, wo die Glocken noch heute hängen.

#### Sakralraum
Aus der Amtszeit Anton Theodor von Colloredos um 1751 stammt auch die Ausgestaltung des Kircheninneren „als zentralisierender Saalraum mit Wandpfeilervorlagen mit Doppelpilastern. An das platzgewölbte Hauptjoch schließt jeweils ein kürzeres Joch mit Stichkappentonne an, wobei das Ostjoch als Chor eine Apsisausrundung zeigt.“ Die neobarocken Deckenmalereien stammen aus dem späten 19. Jahrhundert, die Einrichtung großteils aus dem 18. Jahrhundert.
Der Wiener Bildhauer Adam Pierar schuf den barocken Hochaltar, der Reliquien des heiligen Johannes birgt. Er ist dem Andenken an die Rettung des Großmeisters Emanuel Pinto von Fonseca durch seinen Leibwächter Cassar bei einer Revolte 1749 gewidmet. Das Altarbild ist ein Werk des Wiener Kunstmalers Joseph Biedermann von 1752 und stellt ein in Österreich einzigartiges Motiv dar: Johannes der Täufer steht hoch über der Insel Malta und empfiehlt die Ordensflotte dem Schutz der hl. Dreifaltigkeit, als diese 1571 zur Seeschlacht von Lepanto gegen die Osmanen ausläuft. Oberhalb des Bildes des Kirchenpatrones sind in Stuck gearbeitete Kriegstrophäen angebracht, auf denen ein Engel sitzt, der in seiner Linken ein Porträt Emanuel Pintos hält.
Der Schrein des spätbarocken Baldachinaltars der Seitenapsis birgt ein Abbild des Prager Jesulein. Auf der Empore findet sich die 2008 renovierte Mailberger Silberbauer-Orgel von 1793. Die Kirche wurde 2007 renoviert und erfüllt heute auch die Funktion der Pfarrkirche der Gemeinde Mailberg.

#### Loretto-Kapelle
An der Nordseite der Kirche blieb während der Umbauten um 1751 ein Teil der Loretto-Kapelle erhalten, in der bis Ende des 18. Jahrhunderts noch Messen gelesen und später verschiedene kirchliche Gerätschaften verwahrt wurden. Sie wurde 1858 restauriert, zweieinhalb Meter auf Kirchenniveau mit Erde aufgeschüttet, die Gewölbe durchbrochen und angehoben. Die alte Eingangstür vom Zwinger her wurde abgemauert und zwei neue, eine vom Seitenschiff der Kirche und die andere vom Schlosshof aus, geöffnet.

#### Michaelskarner
Die 1346 von Frá Heinrich Graf von Schaumburg gestiftete „Chapellen und St. Michaels-Karner in Mailberg“ befand sich unter der Schlosskirche.
Während der Umbauarbeiten 1751 wurde der Michaelskarner verschlossen. Erst 1904 fand man durch Zufall diese alte Krypta wieder. Man entdeckte dabei ein etwa 12 m langes und 3 m hohes Gebeinhaus, das anschließend wieder verschlossen wurde. Der Zugang zu dieser Unterkirche war auch nach 1945 noch erkennbar.